# منتخب كوبا لكرة القدم
منتخب كوبا لكرة القدم (بالإسبانية: Selección de fútbol de Cuba)‏ الملقب بأسود البحر الكاريبي وهو المنتخب الوطني في كوبا ويديره اتحاد كوبا لكرة القدم. منتخب كوبا أول منتخب من البحر الكاريبي يشارك في بطولة كأس العالم لكرة القدم وذلك في سنة 1938 في فرنسا حيث فاز في الدور الأول على منتخب رومانيا 2-1 في مباراة الإعادة بعدما تعادلا في المباراة الأولى 3-3. في الدور الربع النهائي خسر من منتخب السويد 0-8 وخرج من البطولة. لم يشارك منتخب كوبا مجددا في البطولة.

## وصلات خارجية
- قائمة بيانات المنتخب من الموقع الرسمي للفيفا باللغة العربية